# Estado de necessidade
Estado de necessidade é uma causa especial de exclusão da responsabilidade civil e/ou penal. A depender da situação e da lei aplicável ao caso concreto, ele pode ser uma causa de exclusão da ilicitude ou uma causa de exclusão da culpabilidade.

## Conceito
Encontra-se em estado de necessidade alguém em situação de perigo atual. O estado de necessidade só pode ser alegado se a situação de perigo não foi provocada pelo próprio indivíduo ou por ele não podia ser prevista.

## Características[1]
Multiplicidade: as necessidades são diversas.
Relatividade: as necessidades têm que ser contextualizadas no tempo e no espaço, daí o seu carácter relativo.
Saciabilidade: o grau de intensidade com que sentimos as necessidades vai diminuindo à medida que vamos utilizando bens e serviços até deixarmos de ter qualquer necessidade (consumo).
Substituibilidade: esta característica traduz a possibilidade da mesma necessidade poder ser satisfeita por diferentes bens.

## Legislações

### Brasil
Em relação ao direito civil, o estado de necessidade, está previsto no artigos 188, inciso II e parágrafo único do Código Civil. Há também a ressalva constante no artigo 929, assegurando o direito à indenização do prejuízo sofrido pela pessoa lesada ou o dono da coisa, caso não sejam responsáveis pela situação de perigo.
Quanto ao direito penal, o Código Penal de 1940 teve a sua parte geral reformada (com o advento da Lei 7.209, de 7 de julho de 1984) e desde o então o estado de necessidade, além da menção no artigo 23, inciso I, possui a definição:
Estado de necessidade
Art. 24 - Considera-se em estado de necessidade quem pratica o fato para salvar de perigo atual, que não provocou por sua vontade, nem podia de outro modo evitar, direito próprio ou alheio, cujo sacrifício, nas circunstâncias, não era razoável exigir-se.
Excesso no estado de necessidade 

Embora seja razoável exigir-se o sacrifício do direito ameaçado, a pena poderá ser reduzida de um a dois terços.
De acordo com o entendimento majoritário, o Código Penal adota a teoria unitária do estado de necessidade, de modo que o sacrifício de interesses inferiores ou iguais sempre ira resultar na justificação da conduta praticada.
O direito penal militar, por seu turno, adota a teoria diferenciadora, segundo a qual o sacrifício de interesses equivalentes não justifica a conduta, mas sim a exculpa, razão pela qual o ato permanece ilícito e cabe contra ele a legítima defesa. O estado de necessidade exculpante encontra-se previsto no artigo 39 e o justificante nos artigos 42, inciso I e 43, todos do Código Penal Militar.

Estado de necessidade, com excludente de culpabilidade
Art. 39. Não é igualmente culpado quem, para proteger direito próprio ou de pessoa a quem está ligado por estreitas relações de parentesco ou afeição, contra perigo certo e atual, que não provocou, nem podia de outro modo evitar, sacrifica direito alheio, ainda quando superior ao direito protegido, desde que não lhe era razoàvelmente exigível conduta diversa. 
Estado de necessidade, como excludente do crime
Art. 43. Considera-se em estado de necessidade quem pratica o fato para preservar direito seu ou alheio, de perigo certo e atual, que não provocou, nem podia de outro modo evitar, desde que o mal causado, por sua natureza e importância, é consideràvelmente inferior ao mal evitado, e o agente não era legalmente obrigado a arrostar o perigo.

### Portugal
Na seara penal, o legislador português adotou a teoria diferenciadora do estado de necessidade, conforme preveem os artigos 34º e 35º do Código Penal português.